# Blyes
Blyes és un municipi francès situat al departament de l'Ain i a la regió d'Alvèrnia-Roine-Alps. L'any 2007 tenia 927 habitants.

## Demografia

### Població
El 2007 la població de fet de Blyes era de 927 persones. Hi havia 282 famílies de les quals 53 eren unipersonals (33 homes vivint sols i 20 dones vivint soles), 78 parelles sense fills, 135 parelles amb fills i 16 famílies monoparentals amb fills.
La població ha evolucionat segons el següent gràfic:
Habitants censats

### Habitatges
El 2007 hi havia 325 habitatges, 297 eren l'habitatge principal de la família, 18 eren segones residències i 10 estaven desocupats. 319 eren cases i 6 eren apartaments. Dels 297 habitatges principals, 247 estaven ocupats pels seus propietaris, 46 estaven llogats i ocupats pels llogaters i 4 estaven cedits a títol gratuït; 5 tenien dues cambres, 32 en tenien tres, 88 en tenien quatre i 172 en tenien cinc o més. 263 habitatges disposaven pel capbaix d'una plaça de pàrquing. A 95 habitatges hi havia un automòbil i a 190 n'hi havia dos o més.

### Piràmide de població
La piràmide de població per edats i sexe el 2009 era:
| Homes | Edats   | Dones |
| ----- | ------- | ----- |
| 0     | 95 o +  | 0     |
| 0     | 90 a 94 | 0     |
| 0     | 85 a 89 | 0     |
| 0     | 80 a 84 | 4     |
| 16    | 75 a 79 | 8     |
| 12    | 70 a 74 | 16    |
| 8     | 65 a 69 | 8     |
| 16    | 60 a 64 | 12    |
| 12    | 55 a 59 | 8     |
| 8     | 50 a 54 | 20    |
| 36    | 45 a 49 | 48    |
| 36    | 40 a 44 | 16    |
| 32    | 35 a 39 | 24    |
| 40    | 30 a 34 | 32    |
| 32    | 25 a 29 | 32    |
| 16    | 20 a 24 | 0     |
| 24    | 15 a 19 | 20    |
| 20    | 10 a 14 | 20    |
| 32    | 5 a 9   | 36    |
| 16    | 0 a 4   | 20    |

## Economia
El 2007 la població en edat de treballar era de 621 persones, 518 eren actives i 103 eren inactives. De les 518 persones actives 480 estaven ocupades (286 homes i 194 dones) i 37 estaven aturades (18 homes i 19 dones). De les 103 persones inactives 27 estaven jubilades, 43 estaven estudiant i 33 estaven classificades com a «altres inactius».

### Ingressos
El 2009 a Blyes hi havia 309 unitats fiscals que integraven 889,5 persones, la mediana anual d'ingressos fiscals per persona era de 22.696 €.

### Activitats econòmiques
Dels 72 establiments que hi havia el 2007, 4 eren d'empreses extractives, 1 d'una empresa alimentària, 4 d'empreses de fabricació de material elèctric, 15 d'empreses de fabricació d'altres productes industrials, 7 d'empreses de construcció, 8 d'empreses de comerç i reparació d'automòbils, 4 d'empreses de transport, 3 d'empreses d'hostatgeria i restauració, 1 d'una empresa d'informació i comunicació, 6 d'empreses financeres, 3 d'empreses immobiliàries, 10 d'empreses de serveis, 4 d'entitats de l'administració pública i 2 d'empreses classificades com a «altres activitats de serveis».
Dels 12 establiments de servei als particulars que hi havia el 2009, 2 eren tallers de reparació d'automòbils i de material agrícola, 3 lampisteries, 1 perruqueria, 1 agència de treball temporal, 2 restaurants i 3 agències immobiliàries.
Dels 2 establiments comercials que hi havia el 2009, 1 era una botiga de més de 120 m² i 1 una botiga de menys de 120 m².
L'any 2000 a Blyes hi havia 5 explotacions agrícoles.

## Equipaments sanitaris i escolars
El 2009 hi havia una escola elemental.

## Poblacions més properes
El següent diagrama mostra les poblacions més properes.